# Amanda Peet
Amanda Peet, née le 11 janvier 1972 à New York, est une actrice américaine.
Elle est révélée au grand public, au début des années 2000, pour ses premiers rôles dans des comédies telles que Mon voisin le tueur (2000) et Sept Ans de séduction (2005).
Elle a également joué dans d'éphémères séries télévisées : la romance Jack and Jill (1999-2001), la satire Studio 60 (2006-2007) et la comédie Bent (2012).

## Biographie
Amanda Peet est née le 11 janvier 1972 à New York.
Son père, Charles Peet est avocat et sa mère, Penny est assistante sociale.

### Vie privée
Elle s'est mariée à l'auteur David Benioff, le 30 septembre 2006 à New York. Ils ont trois enfants : une première fille, Frances Pen, née le 21 février 2007, une seconde fille, Molly June, née le 19 avril 2010 et un fils, Henry, né le 7 décembre 2014.
Elle est amie avec l'actrice Sarah Paulson, rencontrée sur le tournage de Jack and Jill.

## Carrière

### Débuts
Après des débuts dans une publicité pour Skittles, elle fait ses premiers pas dans le cinéma en 1995 avec le film Animal Room.
En 1997, elle joue le rôle de Bridget dans D'amour et de courage.

### Années 2000: Révélation romantique et progression

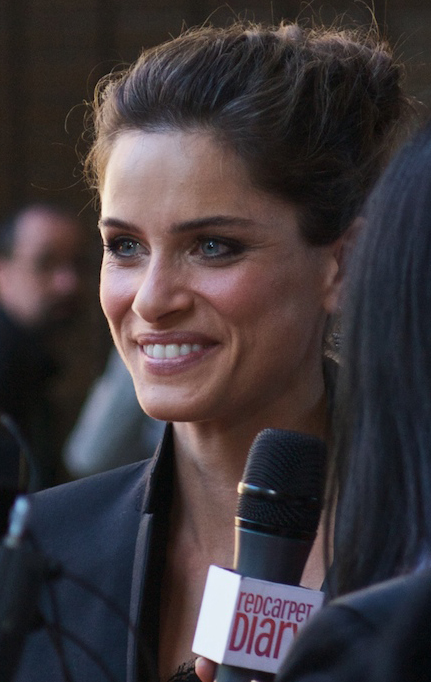
L'actrice au TIFF 2008, pour la présentation de Boston Streets.

En 1999, c'est à la télévision qu'elle parvient à percer, en décrochant le rôle principal de la série Jack and Jill. Cette comédie romantique ne connait cependant que deux saisons, à la suite d'audiences insuffisantes. Lorsque le programme s'arrête en 2001, elle connait néanmoins un succès au cinéma : la comédie  Mon voisin le tueur, portée par le tandem Bruce Willis / Matthew Perry, convainc commercialement, lui permettant de poursuivre naturellement sur grand écran.
En 2002, elle passe au drame pour le polar Crimes et Pouvoir, porté par Ashley Judd et Morgan Freeman, cependant un échec critique et commercial ; mais le thriller Dérapages incontrôlés, confrontant Ben Affleck à Samuel L. Jackson, connait un joli succès. Et le film indépendant Igby, avec le jeune Kieran Culkin dans le rôle-titre, est très bien accueilli par la critique.
En 2003, elle passe à des rôles plus exposés. Elle tient le premier rôle féminin du thriller fantastique  Identity, de James Mangold avec John Cusack, Ray Liotta et Rebecca de Mornay; côtoie le tandem Jack Nicholson / Diane Keaton pour la comédie romantique  Tout peut arriver, signée Nancy Meyers ; mais surtout revient pour  Mon voisin le tueur 2. Mais si les deux premiers projets parviennent à convaincre, le dernier est un échec critique et commercial.
En 2004, Woody Allen l'intègre au casting de sa comédie dramatique Melinda et Melinda avec Radha Mitchell; et en 2005, elle retrouve le succès, en héroïne romantique de Sept Ans de séduction, face à Ashton Kutcher. La même année, elle fait partie de la distribution de l'acclamé thriller géopolitique Syriana, écrit et réalisé par Stephen Gaghan.
Mais en 2006, ses premiers rôles dans deux romances — le mélodrame Griffin & Phoenix, face à Dermot Mulroney, et la comédie Son ex et moi, face à Jason Bateman — passent inaperçus.
Elle revient donc à la télévision. Après une apparition dans un épisode de la populaire série Entourage dans son propre rôle, elle obtient un rôle régulier dans un projet attendu. Elle fait en effet partie du casting réuni par Aaron Sorkin pour sa série Studio 60 on the Sunset Strip. L'actrice y retrouve Sarah Paulson, sa partenaire de Jack and Jill, et Matthew Perry, son compagnon à l'écran de Mon voisin le tueur. Le programme est cependant un échec d'audiences, et s'arrête au bout d'une seule et unique saison.
Ses projets suivants passent inaperçus. Elle donne de nouveau la réplique à John Cusack pour la comédie dramatique Un enfant pas comme les autres en 2007 ; et la comédie indépendante $5 a Day, réalisée par Nigel Cole, le metteur en scène de Sept Ans de séduction, connaît une exploitation discrète.
En 2008, elle surprend en faisant partie du casting de l'adaptation X-Files : Régénération, écrite et réalisée par Chris Carter, où elle incarne une agent du FBI. Le long-métrage est néanmoins un flop critique et commercial, qui compromet les chances de revoir la franchise au cinéma. Quant au polar Boston Streets, porté par Ethan Hawke et Mark Ruffalo, il ne convainc que les critiques, et sort directement en vidéo dans certains pays.

### Années 2010: Cinéma indépendant et télévision

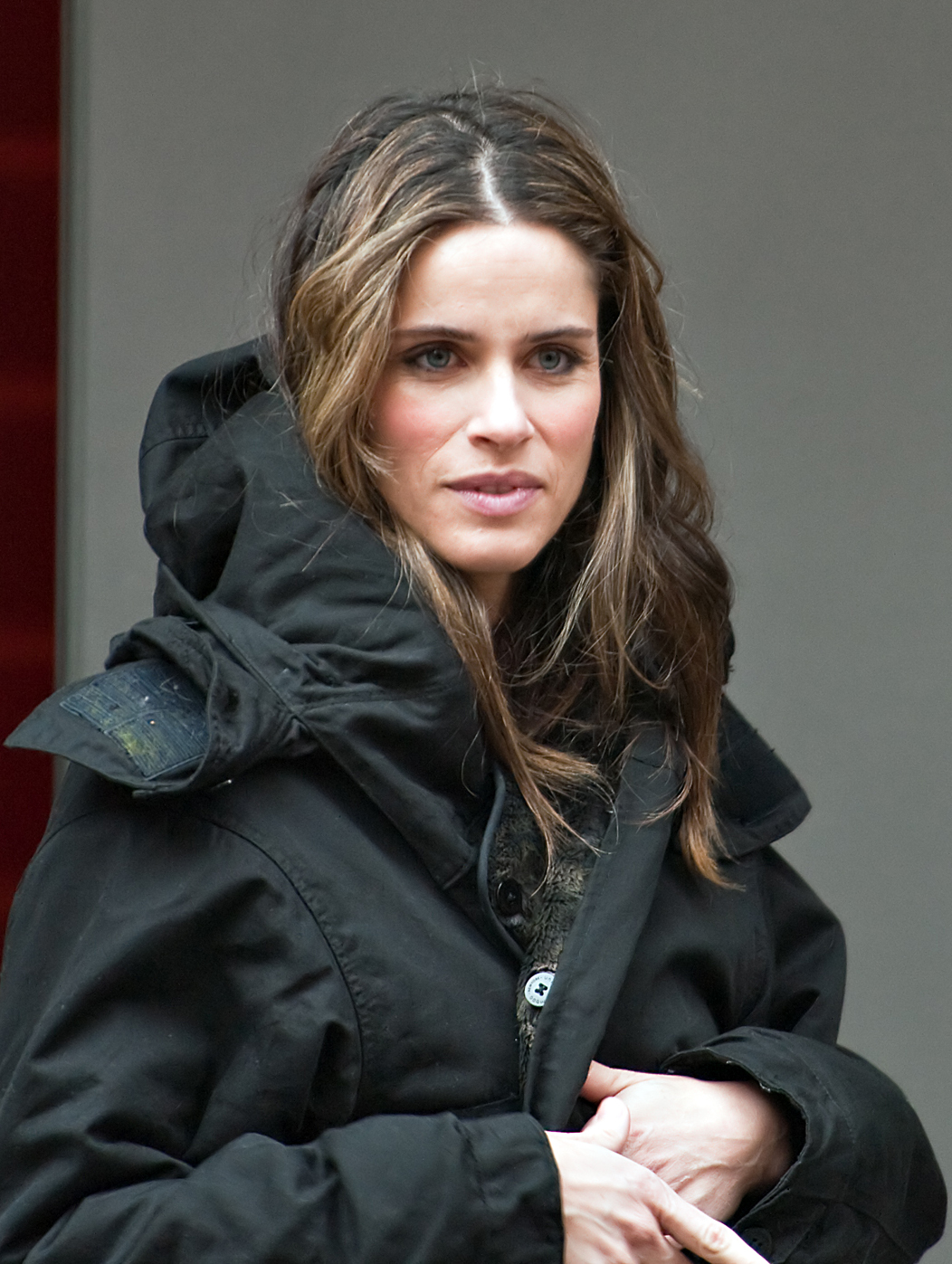
Au Festival du Film de Berlin 2010, pour la première de La Beauté du geste.

Les années 2010 seront surtout placées sous le signe du cinéma indépendant, et de la télévision.
Elle fait partie du casting féminin réuni par Nicole Holofcener pour sa comédie noire La Beauté du geste en 2010, est dirigée par Terrence Malick dans l'expérimental To The Wonder (même si ses scènes seront coupées) ; fait ensuite partie du large casting de l'acclamé comédie dramatique Cet été-là, de Nat Faxon et Jim Rash, et suit l'acteur Clark Gregg dans sa première réalisation, la comédie Trust Me. Ces deux projets sortent en 2013.
Durant cette période, elle ne se risque dans des projets commerciaux qu'à deux reprises : pour un second rôle dans le blockbuster catastrophe 2012, et pour intégrer le casting de stars de la comédie du film d'aventures Les Voyages de Gulliver, mené par Jack Black.
En effet, c'est plutôt à la télévision qu'elle tente de revenir ; après une apparition dans la cinquième saison de la populaire sitcom How I Met Your Mother, en  2010, elle décroche le premier rôle de la comédie Bent. Mais malgré des critiques positives, les six épisodes du programme sont diffusés dans l'indifférence au printemps 2011.
C'est donc vers le drame qu'elle se tourne. Elle incarne ainsi un personnage récurrent dans la quatrième saison de l'acclamée série judiciaire The Good Wife. Puis, après ces sept épisodes, rejoint la distribution du premier projet télévisé des frères Duplass. La comédie dramatique Togetherness est lancée en janvier 2015 par la chaîne HBO. À la suite de critiques très positives, le programme est renouvelé pour une seconde saison. Mais les audiences décevantes conduisent le réseau à ne pas commander de troisième saison.
Entre-temps, elle est à l'affiche, dans des seconds rôles, de la comédie d'action Arnaque à la carte menée par Melissa McCarthy et Jason Bateman qui lui permet de renouer avec les hauteurs du box office, ainsi que de la comédie dramatique saluée par la critique, Jamais entre amis avec Jason Sudeikis et Alison Brie.
En 2017, elle tente à nouveau d'occuper un premier rôle, à la télévision, dans la série qui mélange comédie, drame et sport, Brockmire, aux côtés d'Hank Azaria mais cet engagement se conclut à nouveau par une interruption prématurée du programme, faute d'audiences. L'actrice persiste à s'installer sur le petit écran et signe, l'année d'après, pour rejoindre la prochaine série du créateur de l'acclamée Mad Men, The Romanooffs. Ce show constitué de huit épisodes indépendants les uns des autres, autour de personnages qui se revendiquent descendants du dernier empereur russe, est diffusé courant 2018 sur Amazon Prime Video.

## Filmographie

### Cinéma

#### Longs métrages
- 1995 : Animal Room de Craig Singer : Debbie
- 1996 : Petits mensonges entre frères (She's the One) d'Edward Burns : Molly
- 1996 : Un beau jour (One Fine Day) de Michael Hoffman : Celia
- 1997 : D'amour et de courage (Touch Me) de H. Gordon Boos : Bridget
- 1997 : Grind de Chris Kentis : Patty
- 1998 : La Carte du cœur (Playing by Heart) de Willard Carroll : Amber
- 1998 : Southie de John Shea : Marianne Silva
- 1998 : Origin of the Species d'Andres Heinz : Julia
- 1998 : 1999 de Nick Davis : Nicole
- 1999 : Simplement irrésistible (Simply Irresistible) de Mark Tarlov : Chris
- 1999 : Two Ninas de Neil Turitz : Nina Harris
- 1999 : Sexe attitudes (Body Shots) de Michael Cristofer : Jane Bannister
- 1999 : Jump de Justin McCarthy : Lisa
- 2000 : Mon voisin le tueur (The Whole Nine Yards) de Jonathan Lynn : Jill St. Claire
- 2000 : Cybertr@que (Takedown): Karen
- 2000 : Isn't She Great d'Andrew Bergman : Debbie
- 2000 : Whipped de Peter M. Cohen : Mia
- 2001 : Diablesse (Saving Silverman) de Dennis Dugan : Judith Fessbeggler
- 2002 : Crimes et Pouvoir (High Crimes) de Carl Franklin : Jackie
- 2002 : Dérapages incontrôlés (Changing Lanes) de Roger Michell : Cynthia Delano Banek
- 2002 : Igby (Igby Goes Down) de Burr Steers : Rachel
- 2003 : Identity de James Mangold : Paris
- 2003 : Tout peut arriver (Something's Gotta Give) de Nancy Meyers : Marin
- 2004 : Mon voisin le tueur 2 (The Whole Ten Yards) de Howard Deutch : Jill
- 2004 : Melinda et Melinda (Melinda and Melinda) de Woody Allen : Susan
- 2005 : Sept Ans de séduction (A Lot Like Love) de Nigel Cole : Emily Friehl
- 2005 : Syriana de Stephen Gaghan : Julie Woodman
- 2006 : Griffin et Phoenix d'Ed Stone : Phoenix
- 2006 : Son ex et moi (The ex) de Jesse Peretz : Sofia Kowalski
- 2007 : Terra d'Aristomenis Tsirbas : Maria (voix)
- 2007 : Un enfant pas comme les autres (Martian Child) de Menno Meyjes : Harlee
- 2008 : Un amour de père (Five Dollars a Day) de Nigel Cole : Maggie
- 2008 : X-Files : Régénération de Chris Carter : Dakota Whitney
- 2008 : Boston Streets (What Doesn't Kill You) de Brian Goodman (en) : Stacy Reilly
- 2009 : 2012 de Roland Emmerich : Kate
- 2010 : La Beauté du geste (Please Give) de Nicole Holofcener : Mary
- 2010 : Les Voyages de Gulliver (Gulliver's Travels) de Rob Letterman : Darcy Silverman
- 2010 : Quantum Quest : A Cassini Space Odyssey d'Harry 'Doc' Kloor et Daniel St. Pierre : Ranger (voix)
- 2013 : Cet été-là (The Way, Way Back) de Nat Faxon et Jim Rash : Joan
- 2013 : Arnaque à la carte (Identity Thief) de Seth Gordon : Trish Patterson
- 2013 : Trust Me de Clark Gregg : Marcy
- 2015 : Jamais entre amis (Sleeping with Other People) de Leslye Headland : Paula

#### Courts métrages
- 2000 : Zoe Loses It d'Amie Steir : Zoe
- 2001 : Date Squad d'Amie Steir : Belkis Felcher
- 2003 : Whatever We Do de Kevin Connolly : Patty

### Télévision

#### Séries télévisées
- 1995 : On ne vit qu'une fois (One Life to Live) : Layle
- 1995 : New York, police judiciaire : Leslie Harlan
- 1995 - 1996 : Central Park West : Robyn Gainer
- 1996 : Le célibataire (The Single Guy) : Kathy
- 1997 : Spin City : Shelly McCrory
- 1997 : Seinfeld : Lanette
- 1999 : Partners : Beth Harmon
- 1999 - 2001 : Jack and Jill : Jacqueline Barrett
- 2006 - 2007 : Studio 60 on the Sunset Strip : Jordan McDeere
- 2009 : Wainy Days : Jill
- 2010 : How I Met Your Mother : Jenkins
- 2012 : Bent : Alex Meyers
- 2012 - 2013 : The Good Wife : Capitaine Laura Hellinger
- 2015 - 2016 : Togetherness : Tina Morris
- 2017 - 2020 : Brockmire : Jules James
- 2018 : The Romanoffs : Olivia Wells
- 2020 : Dirty John (en) : Betty Broderick
- 2023 : Fatal Attraction : Beth Gallagher
- 2025 : Vrais voisins, faux amis : Mel

#### Téléfilm
- 1997 : La Maison bleue (Ellen Foster) de John Erman : Julia Hobbs

## Distinctions
Sauf indication contraire ou complémentaire, les informations mentionnées dans cette section proviennent de la base de données IMDb.

### Récompenses
- Young Hollywood Awards 2000 : Lauréate du Prix de la meilleure révélation féminine.
- 26e cérémonie des Independent Spirit Awards 2011 : Lauréate du Prix Robert Altman de la meilleure distribution dans une comédie dramatique pour La Beauté du geste (2010) partagée avec Catherine Keener, Ann Morgan Guilbert, Sarah Steele, Lois Smith, Nicole Holofcener, Jeanne McCarthy, Rebecca Hall, Oliver Platt et Thomas Ian Nicholas.

### Nominations
- Teen Choice Awards 2000 : Meilleure actrice dans un second rôle pour Mon voisin le tueur
- Blockbuster Entertainment Awards 2001 : Meilleure actrice dans un second rôle dans une comédie romantique pour Mon voisin le tueur
- Teen Choice Awards 2005 : Meilleure actrice dans une comédie pour Sept Ans de séduction
- 11e cérémonie des Satellite Awards 2006 : Meilleur acteur dans une série télévisée dramatique pour Studio 60 on the Sunset Strip (2006-2007).
- 2010 : Gotham Independent Film Awards de la meilleure distribution dans une comédie dramatique pour La Beauté du geste (2010) partagée avec Catherine Keener, Oliver Platt, Rebecca Hall, Ann Morgan Guilbert, Lois Smith, Sarah Steele et Thomas Ian Nicholas.
- 12e cérémonie des Teen Choice Awards 2010 : Meilleure actrice dans un film de science-fiction pour 2012
- 14e cérémonie des Phoenix Film Critics Society Awards 2013 : Meilleure distribution pour Cet été-là

## Voix francophones
En France, Laura Blanc et Julie Dumas sont les voix régulières d'Amanda Peet.
Au Québec, Isabelle Leyrolles est la voix québécoise régulière de l'actrice.
En France
| - Laura Blanc dans : - Tout peut arriver - Mon voisin le tueur 2 - Syriana - Griffin et Phoenix - Studio 60 (série télévisée) - Boston Streets - 2012 - La Beauté du geste - The Romanoffs (série télévisée) - Dirty John (en) (série télévisée) - Julie Dumas dans : - Mon voisin le tueur - Crimes et Pouvoir - Igby - X-Files : Régénération - Les Voyages de Gulliver - The Good Wife (série télévisée) - Liaison fatale (série télévisée) - Vrais voisins, faux amis (série télévisée) - Virginie Méry dans : - Diablesse - Dérapages incontrôlés | - Odile Cohen dans : - Identity - Melinda et Melinda - Hélène Bizot dans : - Cet été-là - Arnaque à la carte Et aussi - Kelvine Dumour dans Central Park West (série télévisée) - Déborah Perret dans Un beau jour - Malvina Germain dans D'amour et de courage (série télévisée) - Marjorie Frantz dans Sexe attitudes - Céline Monsarrat dans Jack and Jill (série télévisée) - Maïa Baran dans Sept Ans de séduction - Fanny Roy dans Son ex et moi - Fily Keita dans Togetherness (série télévisée) - Nolwenn Korbell dans Jamais entre amis |

Au Québec
| - Isabelle Leyrolles dans : - Le nouveau voisin - Le Retour du nouveau voisin - Un amour comme ça - Syriana - Griffin et Phoenix - 2012 - Les Voyages de Gulliver - Vol d'identité - Anne Bédard dans : - Baise et Conséquences - Igby en chute libre - L'Ex - Geneviève Désilets dans : - L'enfant de Mars - Dissensions | Et aussi - Christine Bellier dans Changement de voie |